# Korzenie totalitaryzmu
Korzenie totalitaryzmu (tytuł oryginału: The Origins of Totalitarianism) – wydana w 1951 roku książka niemieckiej teoretyczki polityki i filozofki tworzącej w Stanach Zjednoczonych, Hanny Arendt, w której autorka analizuje różne odmiany totalitaryzmu. Od momentu publikacji praca jest regularnie wymieniona jako jedna z najlepszych książek non-fiction XX wieku, zaś autorka uznawana jest za jedną z najważniejszych politycznych myślicielek minionego stulecia.

## Historia
Jeszcze w trakcie pobytu w Niemczech zainteresowanie antysemityzmem doprowadziło Arendt do zwrócenia się ku problematyce rasizmu, ta zaś doprowadziła ją do zagadnień imperializmu.
Książka jako pierwsza ukazała jako przykład państwa totalitarnego nie tylko nazistowskie Niemcy, ale i stalinowską Rosję. W trakcie pisania książki rozpoczęły się procesy norymberskie. Dostępność materiałów źródłowych dotyczących III Rzeszy sprawiła, że Arendt postanowiła rozszerzyć tekst o analizę „nowatorskiej formy rządów” hitlerowskich Niemiec. W 1947 roku objęła analizą również Związek Radziecki pod rządami Stalina, mimo że jeszcze w 1942 roku chwaliła ZSRR za likwidację antysemityzmu i trafną politykę narodowościową. Na zmianę jej poglądów dotyczących polityki Stalina miały wpływ relacje Davida Russeta oraz Polaków, którzy przeszli przez radzieckie łagry. Wizję tę uwypukliły wydarzenia rozgrywające się współcześnie w świeżo zdominowanych przez komunistów krajach Europy Środkowo-Wschodniej.
Praca nad książką zajęła autorce prawie pięć lat. W tym czasie jej myśl ewoluowała i wersja ostateczna w niewielkim stopniu przypomina założenia początkowe.
Autorka określiła książkę jako „historię totalitaryzmu” i zdecydowała się na tytuł The Origins of Totalitarianism. Dla angielskiego wydawcy sformułowanie to za bardzo przypominało dzieło Darwina On the Origin of Species, w pierwszej edycji zdecydowano się więc na zmianę tytułu na The Burden of Our Time (Brzemię naszych czasów). Także niemiecki tytuł książki brzmi Elemente und Ursprunge Totaler Herrschaft (Elementy i źródła totalnej władzy).

## Problematyka
Książka ma trzy sekcje: antysemityzm, imperializm i totalitaryzm. Wychodząc od omówienia imperializmu i antysemityzmu analizuje totalitarne ustroje XX wieku: nazizm i stalinizm.
Najpierw opisuje warunki wstępne i wzrost antysemityzmu w środkowej, wschodniej i zachodniej Europie w pierwszej połowie XIX wieku, koncentrując się zwłaszcza na tzw. Aferze Dreyfusa. Następnie bada nowy imperializm od roku 1884 do wybuchu I wojny światowej, który wyrósł z kolonializmu „na gruncie sprzeczności między systemem państw narodowych a rozwojem gospodarczym i przemysłowym w ostatnich trzydziestu latach XIX wieku”. Pokazuje też pojawienie się rasizmu jako ideologii u Burów na początku XIX wieku. Ostatnia część pracy to analiza ruchów totalitarnych, skoncentrowana na nazistowskich Niemczech i stalinowskiej Rosji. Arendt omawia przekształcanie klas w masy, rolę propagandy w radzeniu sobie ze światem nietotalitarnym oraz użycie terroru, niezbędnego dla tej formy rządów. Podkreśla też znaczenie mentalności motłochu w rozwoju ruchów totalitarnych. Autorka sugeruje też, że indywidualna izolacja i samotność są warunkami wstępnymi do totalitarnej dominacji. Arendt analizuje kryzys cywilizacji zachodniej, podkreślając negatywny wpływ sfery ekonomicznej na zachodzące przemiany społeczne, co dało podłoże dla ideologii totalitarnej.

## Odbiór
W środowiskach amerykańskich historyków książka została początkowo przyjęta chłodno i raczej krytycznie, choć jednocześnie część badaczy ogłosiła ją dziełem wybitnym. Francuski dziennik Le Monde umieścił książkę wśród 100 najlepszych książek XX wieku, amerykański tygodnik Time wymienił w zestawieniu „All-TIME 100 Nonfiction Books”, zaś National Review ulokował na 15. miejscu na liście 100 najlepszych książek non-fiction XX stulecia. Także instytut The Intercollegiate Studies Institute umieścił ją wśród 50 najlepszych książek non-fiction minionego stulecia.

## Wydania polskie
Wszystkie w tłum. Daniela Grinberga i Marioli Szawiel
- NOWA, Warszawa 1989, Biblioteka Kwartalnika Politycznego „Krytyka”; t. 1-2; (wydanie podziemne, dwutomowe).
- Wydawnictwa Akademickie i Profesjonalne, Warszawa 2008; t. 1-2; ISBN 978-83-60807-98-9.
- Świat Książki, Warszawa 2014, Seria: Sfery. Sfera Filozofii i Historii, ISBN 978-83-7943-857-0 (wydanie jednotomowe).